# Antonio Lombardo

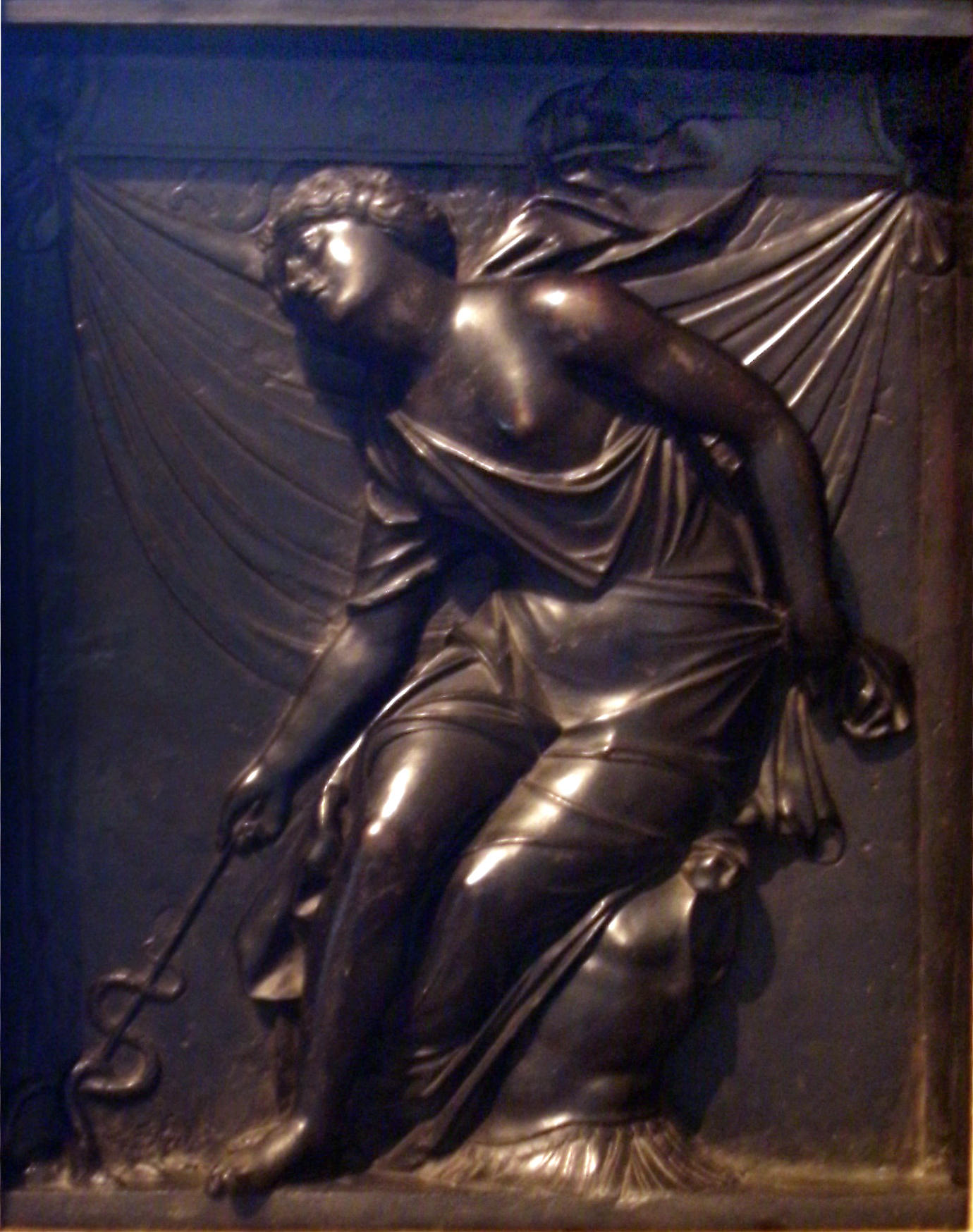
A Paz estabelecendo o seu reino

Antonio Lombardo (Veneza, c. 1458 – Ferrara, 1516) foi um escultor da Itália.
Filho de Pietro Lombardo, estudou e colaborou com seu pai em vários monumentos, e desenvolveu um estilo em muito semelhante ao de seu irmão Tullio Lombardo. Com ele trabalhou em Ferrara para Afonso d'Este, organizando uma oficina de marmoristas que ficou conhecida como o Studio di Marmi. Ali criou cenas narrativas em relevo, frisos, inscrições e imagens mitológicas inspiradas no classicismo, entre elas um belo Nascimento de Atena na forja de Vulcano, onde fez a primeira citação direta conhecida do Grupo de Laocoonte. Em Veneza deixou várias estátuas de santos e tumbas, e em Pádua participou da decoração da Arca de Santo Antônio, na basílica do santo.